# Урал (Челябинская область)
Ура́л — посёлок в Кизильском районе Челябинской области России. Административный центр Уральского сельского поселения.

## География
Посёлок находится на берегу одноимённой реки, на расстоянии 30 км к юго-востоку от села Кизильское, административного центра района.

## Население
| 2002 | 2010 |
| ---- | ---- |
| 689  | ↘678 |

### Половой состав
По данным Всероссийской переписи, в 2010 году численность населения посёлка составляла 678 человек (333 мужчины и 345 женщин).

## Улицы
| - ул. Дружбы, - пер. Зелёный, - ул. Набережная, - ул. Подгорная, - пер. Речной, | - ул. Строительная, - ул. Уральная, - ул. Центральная, - пер. Юбилейный, - ул. Южный. |